# Николай Б. Попов (преводач)
Вижте пояснителната страница за други личности с името Николай Попов.
Николай Борисов Попов (р. 1952) е български преводач.

## Биография
Преди да емигрира в САЩ Николай Попов е сред преводачите на Джеймс Джойс на български. В САЩ защитава докторат в университета на Вашингтон през 1994 г. Преподава англицистика и сравнително литературознание в Университета на Вашингтон.
Заедно със съпругата си поетесата и преводачката Хедър Макхю (сключват брак през 1987) превежда сборници със стихове на Блага Димитрова и Паул Целан.

## Награди
- 2001 – Griffin Poetry Prize

## Преводи
- Джеймс Джойс, Портрет на художника като млад. София: Народна култура, 1981 (2 изд. - Хемус, 2010)[2]
- Blaga Dimitrova, Because the Sea is Black: Poems by Blaga Dimitrova. trans. by Nikolai Popov and Heather McHugh. Middletown: Wesleyan University Press, 1989.
- Paul Celan, 107 Poems by Paul Celan. trans. by Nikolai Popov and Heather McHugh. Middletown: Wesleyan University Press, 2000.
- Paul Celan, Glottal Stop: 101 Poems by Paul Celan. trans. by Nikolai Popov and Heather McHugh. Wesleyan Poetry, 2004 (ISBN 978-0-8195-6720-8)
- Уилям Тревър, Танци за влюбени. София: Сиела, 2012, 364 с. (ISBN 978-954-28-1176-3)